# Notre-Dame-de-Vaulx
Notre-Dame-de-Vaulx – miejscowość i gmina we Francji, w regionie Owernia-Rodan-Alpy, w departamencie Isère.
Według danych na rok 1990 gminę zamieszkiwały 392 osoby, a gęstość zaludnienia wynosiła 50 osób/km² (wśród 2880 gmin regionu Rodan-Alpy Notre-Dame-de-Vaulx plasuje się na 1241. miejscu pod względem liczby ludności, natomiast pod względem powierzchni na miejscu 1292.).